# Entolagena
Entolagena es un género de foraminífero bentónico de estatus incierto, aunque considerado un sinónimo posterior de Oolina de la Subfamilia Oolininae, de la Familia Ellipsolagenidae, de la Superfamilia Polymorphinoidea, del Suborden Lagenina y del Orden Lagenida. Su especie-tipo era Vermiculum globosum. Su rango cronoestratigráfico abarca desde el Pleistoceno hasta la Actualidad.

## Discusión
Clasificaciones previas incluían Entolagena en la Superfamilia Nodosarioidea.

## Clasificación
Entolagena incluye a la siguiente especie:
- Entolagena globosum